# Jakarta International 2006
Die Jakarta International 2006 im Badminton fanden vom 4. bis zum 9. April 2006 in Jakarta statt.

## Sieger und Platzierte
| Disziplin    | Gold                                   | Silber                            | Bronze                        |
| ------------ | -------------------------------------- | --------------------------------- | ----------------------------- |
| Herreneinzel | Tommy Sugiarto                         | Shinya Ohtsuka                    | Adnan Fauzi                   |
| Herreneinzel | Tommy Sugiarto                         | Shinya Ohtsuka                    | Jeffer Rosobin                |
| Dameneinzel  | Pia Zebadiah                           | Sachiyo Imai                      | Silvi Antarini                |
| Dameneinzel  | Pia Zebadiah                           | Sachiyo Imai                      | Norshahliza Baharum           |
| Herrendoppel | Hendra Gunawan Joko Riyadi             | Tri Kusharyanto Bambang Suprianto | Heryanto Arbi Marleve Mainaky |
| Herrendoppel | Hendra Gunawan Joko Riyadi             | Tri Kusharyanto Bambang Suprianto | Liu Zhiyuan Noriyasu Hirata   |
| Damendoppel  | Nitya Krishinda Maheswari Nadya Melati | Meiliana Jauhari Purwati          | Apriliana Rintan Jane David   |
| Damendoppel  | Nitya Krishinda Maheswari Nadya Melati | Meiliana Jauhari Purwati          | Miyuki Tai Noriko Okuma       |
| Mixed        | Lingga Lie Yulianti CJ                 | Enroe Devi Sukma Wijaya           | Liu Zhiyuan Noriko Okuma      |
| Mixed        | Lingga Lie Yulianti CJ                 | Enroe Devi Sukma Wijaya           | Alamsyah Yunus Lidyawati      |